# Ivo Caprino
Ivo Caprino (Oslo, 17 febbraio 1920 – Snarøya, 8 febbraio 2001) è stato un regista norvegese, di origine paterna italiana, nel campo del cinema d'animazione.

## Biografia
Nonno materno di Caprino fu il famoso pittore norvegese romantico Hans Gude che, con Adolf Tidemand, dipinse l'opera “Brudeferden i Hardanger", in italiano, "Viaggio di nozze nell'Hardanger", spesso considerata come un simbolo romantico dell'essenza e identità scandinava.
Nacque da Mario Caprino, designer di mobili italiano, e da Ingeborg (‘Ingse’) Gude Folkestad, con la quale iniziò ad interessarsi di marionette in campo teatrale. Caprino era sposato con l'attrice norvegese Liv Bredal (1919–2011) da cui ebbe due figli, Remo e Ivonne, prima di legarsi nel 1972 a Elina Gravningsmyr (1939–).

### Storia

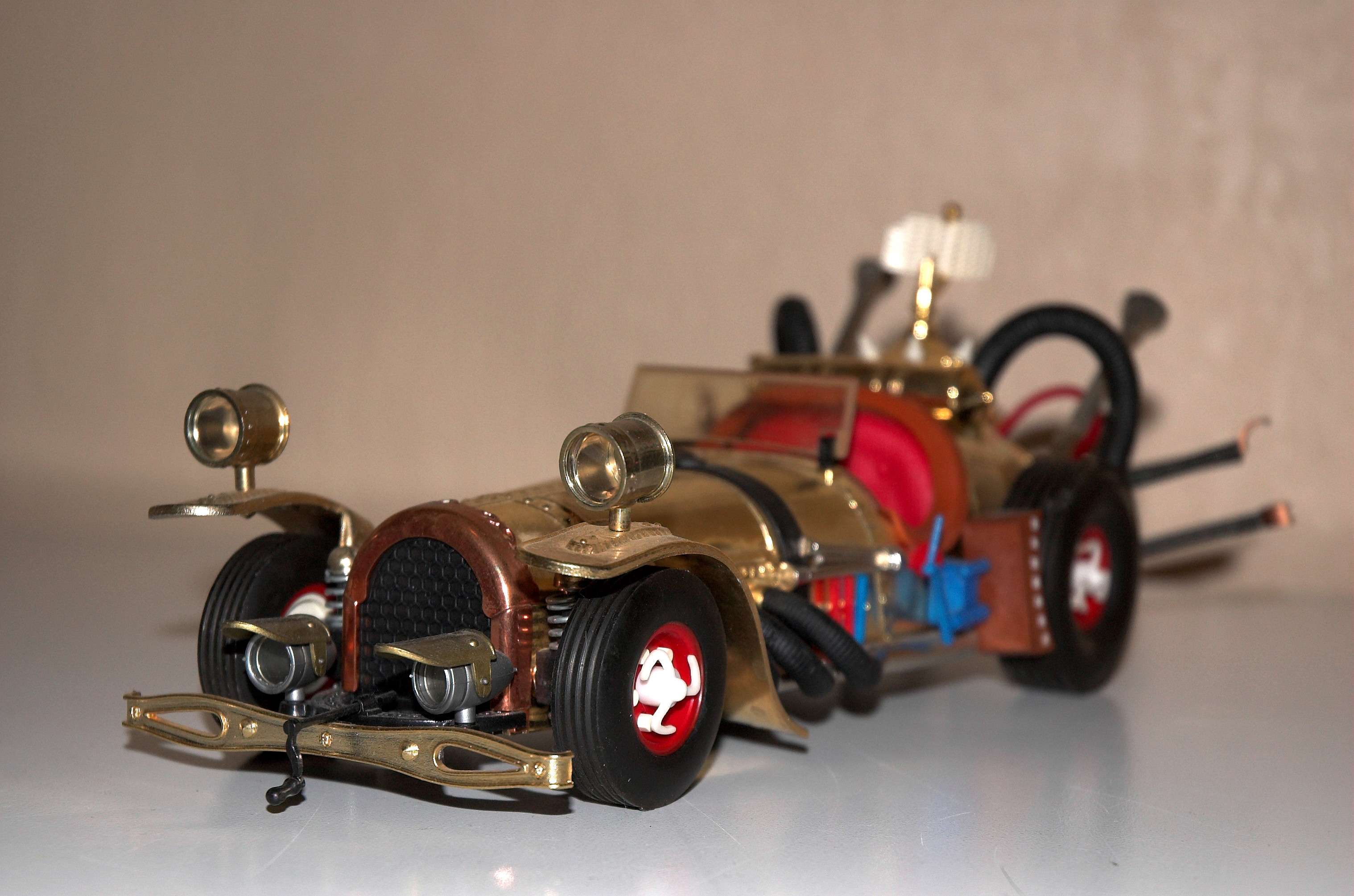
Modello originale, dal film "Flåklypa Grand Prix (1975)"

Considerato come una leggenda in Norvegia, Caprino è stato un precursore di sviluppi che avrebbero in tempi più recenti aperto la strada ai film con tecnologia animatronica, come per esempio i lavori di Tim Burton; Caprino è forse il regista più esportato del suo paese, secondo per notorietà forse solo a Thor Heyerdahl, unico premio Oscar norvegese, per i documentari del 1952, e una nominazione nel 1972.
L'attività di Caprino ebbe inizio in maniera amatoriale. Produttore di mobili, iniziò per diletto, nel salotto di casa ad animare con tecniche elementari bambole e pupazzi costruiti in parte dalla madre Ingse e sviluppando la tecnica del passo uno, o stop-motion. Studiò tecniche cinematografiche a Praga, Londra e Roma. In seguito costruì ingegnosi sistemi per i movimenti dei pupazzi basati su sottili fili comandati da una tastiera fondendo così il teatro dei burattini con nuove tecniche cinematografiche.
Ha prodotto molto, non meno di 38 cortometraggi, lampade Osram, banche, abbigliamento per bambini, anche in campo pubblicitario ad iniziare dal 1949 dove con "Perpetuum Mobile", nel 1951 vincerà l'Annonsørenes Oscar, in italiano, l'Oscar pubblicitario. Nel corso della sua carriera ha diretto programmi per la NRK, l'ente televisivo pubblico norvegese, oltre a brevi animazioni sempre realizzati per la televisione del suo paese. Vincitore nel 1995 del Premio Amanda alla carriera, il principale riconoscimento cinematografico norvegese, oggi Ivo Caprino è noto all'estero principalmente per la sua pellicola animata Flåklypa Grand Prix, campione di incassi, non solo nel contesto locale.
Caprino ha sviluppato ed utilizzato il sistema Supervideograph, un sistema a telecamere multiple, per la resa di panorami a 225° su multischermo, in particolare per i documentari. Famosa la proiezione di Nordkapplatået, con Capo Nord e la vita alle alte latitudini, proiettato in continuo nel cinema più settentrionale d'Europa, appunto a Capo Nord.
Possiamo dire che per gran parte della sua opera abbia scritto diretto prodotto e curato gli effetti speciali dei suoi stessi film coordinandosi con entrambi i figli in un'attività che ha rapidamente valicato i limiti dell'artigianale. Scomparso per un tumore nel 2001, attualmente l'attività degli studi viene portata avanti dal figlio Remo (1944–).

## Filmografia

### Cinema
- Tim og Tøffe - cortometraggio (1949)
- Musikk på loftet - cortometraggio (1950)
- Veslefrikk med fela - cortometraggio (1951)
- Klatremus i knipe - cortometraggio (1955)
- Den standhaftige tinnsoldat - cortometraggio (1955)
- Klokkeklang - cortometraggio (1955)
- Karius og Baktus - cortometraggio (1955)
- Et hundeliv med meg - cortometraggio (1958)
- Ugler i mosen (1959)
- Askeladden og de gode hjelperne - cortometraggio (1961)
- Reve-enka - cortometraggio (1962)
- Papirdragen - cortometraggio (1963)
- Sjuende far i huset - cortometraggio (1966)
- Verdens fineste torsk! - cortometraggio (1967)
- Gutten som kappåt med trollet - cortometraggio (1967)
- Flåklypa Grand Prix (1975)

### Televisione
- Truls og Trine - documentario (1956)
- Televimsen - serie TV (1960)
- Oslo: Et filmkvad - documentario (1962)
- Hvem er det som tramper på min bru? - documentario (1985)